# Encyclopaedia Biblica

Enciclopaedia Biblica: Un dicționar critic al istoriei literare, politice și religioase, arheologia, geografia și istoria naturală a Bibliei, (1899), editată de Thomas Kelly Cheyne și J. Sutherland Black, este o enciclopedie critică a Bibliei. În teologie și studii biblice, este adesea menționată ca Enc. Bib., sau ca Cheyne and Black.

## Descriere

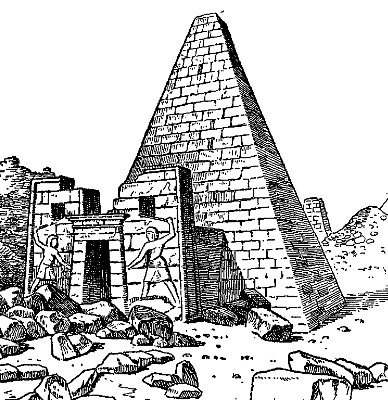
O imagine care ilustrează articolul „Etiopia” – una dintre Piramide nubiene de la Meroë

Lucrarea are un articol pentru fiecare singur nume și loc, atât în Biblie cât și în Apocrifele sale tradiționale, precum și pentru fiecare dintre cărțile acestora, împreună cu multe substantive necorespunzătoare care apar în acestea (cum ar fi „nebi'im”, „mol”, „bufniță”) și alte subiecte mai generale (cum ar fi „muzică”, „corturi” etc.). Multe dintre aceste articole sunt date în detaliu, și, de obicei, includ menționarea ortografieri diferite pentru fiecare cuvânt, așa cum este folosit de Text masoretic, Septuaginta (diferențierea între fiecare dintre cele mai importante manuscrise antice) și prin alte versiuni antice; cel mai mare articol este că pe Evanghelii, care este de peste 5 MB în dimensiune, în ciuda faptului că este aproape complet text simplu (și, prin urmare, peste o jumătate de milion de cuvinte lungime). Este, prin urmare, o lucrare extrem de mare - în format PDF constituie un total de aproximativ 190 MB de text în mare parte simplu (acest lucru ar echivala cu aproape 20 de milioane de cuvinte, chiar și la 10 caractere pe cuvânt).
Este frecvent menționată de alte enciclopedii respectate legate de Biblie ale perioadei, cum ar fi Enciclopedia catolică, și Ediția a 11-a a Encyclopædia Britannica de exemplu. Enciclopedia evreiască are câteva articole („căsătoria”, de exemplu), care citează secțiuni mari din ea aproape verbatim. De asemenea, se face referire la lucrări precum Enciclopedia Biblică Standard Internațională Prin urmare, este, indirect, și o sursă pentru unele articole din Wikipedia, în principal legate de religia iudeo-creștină.